# Crac! (film)
Crac! è un cortometraggio di animazione del 1981.

## Trama
Per molti anni, una sedia a dondolo fa parte della vita quotidiana di una famiglia del Québec. Ripetutamente rotta, riparata e riverniciata, viene infine eliminata in mezzo ai rifiuti. Ma le verrà riservata una seconda vita in un museo di arte moderna. Quando la folla torna a casa e la notte cade nella silenziosa galleria vuota, la sedia prende vita e rivive il suo passato colorato, mentre i dipinti danzano con lei.

## Produzione
- Tempo di produzione: 22 mesi (Marzo 1979 - febbraio 1981)
- Assistente: Lise-Hélène Larin (11 settimane)
- Numero di disegni: 7.000

## Tecnica
(Frédéric Back)
- Tecnica: matita Prismacolor e pastello su gel satinato
- Gli sfondi sono stati solo approssimativamente abbozzati per dare un senso del luogo o dell'atmosfera in cui si svolge l'azione.
- L'uso della matita colorata su gel smerigliato si è rivelato una soluzione pratica, poiché il disegno e la colorazione potevano essere eseguiti contemporaneamente. Il fatto che alcuni elementi non debbano essere disegnati in dettaglio ha notevolmente alleggerito anche il carico di lavoro di Back. La trasparenza dei fogli di acetato di cellulosa gli ha permesso di sovrapporre più strati di 'azione' su uno sfondo immutabile, una tecnica che offre una vasta gamma di possibilità creative.

## Musica
Il tema musicale della famosa soap opera del Quebec Les belles histoires des pays d'en haut, adattato da Le stagioni di Aleksandr Konstantinovič Glazunov, è stato completamente rifatto su un sintetizzatore da Denis Chartrand, che ha successivamente imitato i diversi toni.
Normand Roger ha collaborato con il gruppo folk Le rêve du diable.

## Temi
Il cortometraggio ripercorre la rapida trasformazione della società del Quebec attraverso la storia di una sedia a dondolo, oggetto sempre presente nelle case canadesi. Frédéric Back ci riporta a tradizioni e valori tradizionali spazzati via dalle implacabili forze del progresso e dell'urbanizzazione.

## Riferimenti pittorici
Il regista voleva anche rendere omaggio ai pittori del Québec, i cui semplici ritratti di scene della vita quotidiana sono una preziosa testimonianza. 
Alcuni dei pittori sono Krieghoff, Walker, Triaud, O'Brien, Morrice, Julien, Lemieux, Huot, Thomson, Borduas, Leduc, Riopelle, Snow, Théroux, Mousseau, Mc Ewen e Molinari.

## Il libro
Il successo del film ha portato alla pubblicazione di un libro per bambini con lo stesso nome, scritto dalla moglie del regista, Ghylaine Paquin-Back.

## Premi 1981-1982
1981
- 2 ° Premio speciale della giuria al 13 ° Festival internazionale del film d'animazione, Annecy, Francia
- Grand Prize al 4 ° Festival Internazionale del Cinema, Odense, Danimarca
- Golden Sheaf Award per la migliore produzione cinematografica del Festival al 17 ° Festival di cortometraggi e video, Yorkton, Canada
- Gold Plaque al 17 ° Festival Internazionale del Cinema di Chicago, USA
- Primo premio nella categoria Cortometraggi al 5 ° Festival internazionale del film d'animazione, Espinho, Portogallo

1982
- Premio Città di Stoccarda al Festival Internazionale del Film d'animazione, Stoccarda, Germania
- Anik Award nella categoria Arti grafiche, Canadian Broadcasting Corporation
- Oscar per il miglior cortometraggio animato alla 57ª edizione dell'Academy of Motion Picture Arts and Sciences Awards, Los Angeles, USA
- Silver Venus Award all'International Film Festival, Houston, USA
- Gran Premio al 4 ° Festival Internazionale dell'Animazione, Ottawa, Canada
- Premio Ruby Slipper per il miglior cortometraggio d'animazione all'International Children's Film Festival, Los Angeles, USA
- Silver Dove nella categoria Film e video animati al 25 ° Festival internazionale di documentari e film d'animazione, Lipsia, Germania
- Gold Danzante per il miglior film d'animazione e premio del pubblico per il miglior film del festival all'International Film Festival, Huesca, Spagna
- Votato miglior film accademico del 1982 dalla rivista Choice[4]